# Вихід продуктів збагачення
Ви́хід проду́ктів збага́чення (рос. выход продуктов обогащения, англ. yield of beneficiation(dressing) products, нім. Mengenausbringen n, Ausbringen n) — відношення маси продуктів збагачення (Gi) до маси вихідного живлення (Go), виражене в відсотках: 
γі = (Gi/Go) 100.
Використовується при виконанні фракційного, ситового аналізів, а також при складанні балансу продуктів збагачення.